# Culicoides loughnani
Culicoides loughnani är en tvåvingeart som beskrevs av Edwards 1922. Culicoides loughnani ingår i släktet Culicoides och familjen svidknott. Inga underarter finns listade i Catalogue of Life.